# Paradoxopsyllus spinosus
Paradoxopsyllus spinosus är en loppart som beskrevs av Lewis 1974. Paradoxopsyllus spinosus ingår i släktet Paradoxopsyllus och familjen smågnagarloppor. Inga underarter finns listade i Catalogue of Life.